# Kwangmyŏngsŏng 3 numéro 2
Ne doit pas être confondu avec Kwangmyŏngsŏng 3.
Kwangmyŏngsŏng 3 numéro 2 (hangeul : 《광명성―3》호 2호기 ; hanja : 光明星3号2号機 ; français : Étoile brillante-3 numéro 2 ou Étoile filon-3 numéro 2), est le premier satellite artificiel nord-coréen, faisant de ce pays la 10e nation à mettre en orbite un satellite par ses propres moyens. Il s'agit d'un satellite d'observation de la Terre. Le lancement réussi, qui a eu lieu le 12 décembre 2012 à 00:49 UTC, fait suite à une première tentative infructueuse de mise en orbite d'un satellite identique le 13 avril 2012. 

## Lancement
La Corée du Nord a déclaré que le lancement a réussi, les Forces armées sud-coréennes et le Commandement de la défense aérospatiale de l'Amérique du Nord (NORAD) ont reconnu que les premières indications suggèrent qu'un objet a atteint l'orbite,. D'après la Corée du Nord, les lancements de Kwangmyŏngsŏng 1 et de Kwangmyŏngsŏng 2 avaient déjà été des réussites. D'après des sources occidentales ils furent des échecs. 
Le satellite placé en orbite porte le numéro de catalogue satellite 39026 et le numéro d'immatriculation international 12-072A.

## Contexte

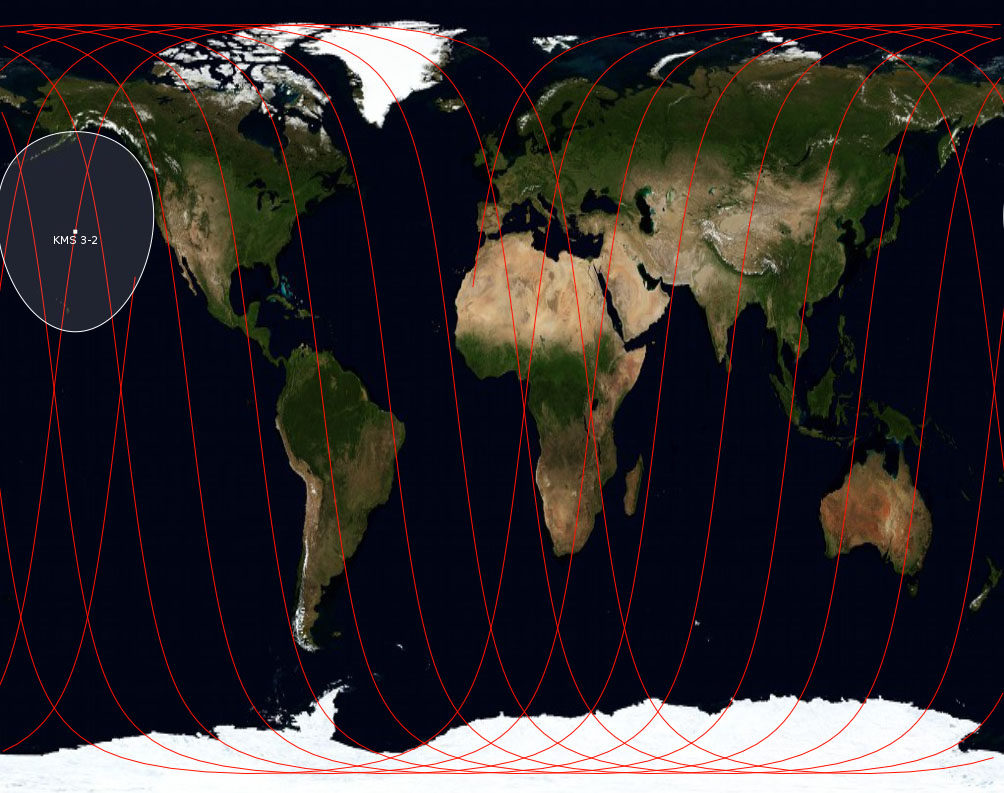
Trace au sol du satellite, 14 décembre 2012.

Le lancement intervient alors que la Corée du Nord commémore le premier anniversaire de la mort de l'ancien dirigeant Kim Jong-il et peu avant l'élection présidentielle sud-coréenne de 2012 (19 décembre).

## Critiques
Certains pays (États-Unis, Corée du Sud et Japon) considèrent ce lancement comme un test de missile balistique.